# Andrija Ivančan
Andrija Ivančan, prof. (Zagreb, 30. prosinca 1966.) hrvatski je etnolog, polonist i etnokoreograf te od travnja 2016. do travnja 2020. umjetnički voditelj Ansambla narodnih plesova i pjesama Hrvatske LADO.

## Životopis
Živi i školuje se u Zagrebu gdje završava Školu za primijenjenu umjetnost – Odjel umjetničkih fotografskih tehnika. Potom na Filozofskom fakultetu Sveučilišta u Zagrebu diplomira etnologiju i polonistiku te 1997. godine upisuje poslijediplomski studij iz područja etnologije i kulturne antropologije te privodi kraju magistarski rad pod naslovom "Narodni plesni običaji Turopolja". 
Folklorom se počinje baviti 1983. godine, kada postaje članom Zagrebačkog folklornog ansambla Dr. Ivana Ivančana (tada FA "Joža Vlahović"), čiji je umjetnički voditelj od 1989. godine. U razdoblju od 1990. do 1994. godine zaposlen je u Ansamblu narodnih plesova i pjesama Hrvatske LADO. Godine 1994., kao prvi i jedini do danas u Hrvatskoj, stječe status slobodnog umjetnika iz područja folklorne koreografije.
Voditelj je Hrvatske škole folklora pri Hrvatskoj matici iseljenika, jedan je od osnivača Hrvatskog društva folklornih koreografa i voditelja te član Upravnog odbora od njegova osnutka do danas. Službeni je instruktor za hrvatske narodne plesove pri Council International of Folklore Festivals, član je Hrvatskog društva skladatelja i Društva baletnih umjetnika Hrvatske. 
Autor je većeg broja glazbeno-scenskih djela koja izvode profesionalni i amaterski ansambli u Hrvatskoj, Europi, Australiji, Južnoj i Sjevernoj Americi. Posljednje tri sezone kreira i postavlja na scenu hrvatske pjesme i plesove za Duquesne University Tamburitzans iz Pittsburgha. 
Autor je nekoliko stručnih članaka iz područja etnokoreologije, folkloristike i tradicijske kulture.
Od 18. travnja 2016. do travnja 2020. obnaša dužnost umjetničkog voditelja Ansambla narodnih plesova i pjesama Hrvatske LADO.
Član stručnog ocjenjivačkog suda folklorne manifestacije Drmeš-DA i inih.

## Nagrade
Na četiri natjecanja, do sada održana u Hrvatskoj, iz područja folklorne koreografije, osvaja tri prva mjesta, jedno drugo, jedno treće, nagradu publike i dvije nagrade za kostimografiju.
U posljednjih petnaest godina sa Zagrebačkim folklornim ansamblom dr. Ivana Ivančana osvaja prestižne nagrade na najvećim svjetskim natjecateljskim festivalima: 
- Middlesbrough (Velika Britanija) četiri prve, četiri druge i četiri treće nagrade,
- Dijon (Francuska) dvije brončane medalje,
- Llangollenu (Velika Britanija) jednu zlatnu medalju i nagradu "Gwynn Williams Trophy" za najbolju izvedbu čitavoga natjecanja,
- Zakopane (Poljska) jednu prvu, jednu drugu nagradu, nagradu publike i novinara.

## Koreografije
1. "Mikor konje po polju zjahava" (pjesme i plesovi Međimurja),
2. "Kraljice" (fragment duhovskog običaja iz Bačkog Monoštora),
3. "Na Veliko prelo" (običaj Hrvata Bunjevaca),
4. "Podvelebitskim kanalom"
5. "Simo hote mladenci" (fragment turopoljskog svadbenog običaja),
6. "Lipa li je rumen rožica" (pjesme i plesovi Jezera na otoku Murteru),
7. "Dobar večer dobri ljudi" (pjesme i plesovi Hrvatskog zagorja),
8. "Klinček stoji pod oblokom" (pjesme i plesovi Međimurja),
9. "Kolovođo de kolo povedi" (pjesme i plesovi sjeverne Moslavine),
10. "Pod Požegom zelena livada" (pjesme i plesovi Požeške kotline),
11. "Stažnjevečki gosti" (fragment svadbenog običaja sela Stažnjevec u dolini Bednje),
12. "Lipa moja ledino zelena" (plesovi Donjeg Jelenja),
13. "Subotičke razglednice" (plesovi Hrvata iz Bačke, Vojvodina),
14. "Svi svatovi bili golubovi" (fragment svadbenog običaja Baranje),
15. "Rendajte se milo lane" (pjesme i plesovi sela Kalinovec),
16. "Vražja nevolja" (plesovi Gradečkog Pavlovca).